# Coma White
Coma White – ballada rockowa wydana na singlu promującym trzeci studyjny album grupy Marilyn Manson pt. Mechanical Animals. Został wydany w roku 1999. Uznawany jest przez krytykę za najlepszy utwór zespołu, a także jest cichym faworytem fanów.
Pierwotnie został wydany jako singel promocyjny, ostatecznie jednak powstał także kontrowersyjny teledysk, do którego realizacji grupę zainspirowały tragiczne zajścia w Columbine High School.

## Zawartość singla
Singel promocyjny (USA)
1. „Coma White” (Album Version) – 5:40
2. „Coma White” (Radio Edit) – 4:19